# Heinrich Lütscher
Heinrich Karl Lütscher (ur. 1903, zm. ?) – zbrodniarz hitlerowski, członek załogi niemieckiego obozu koncentracyjnego Mauthausen-Gusen i SS-Oberscharführer.
Przed swoją służbą obozową był przedsiębiorcą. Członek SS od 1934 i NSDAP od 1935 roku. W styczniu 1940 rozpoczął służbę w Mauthausen jako strażnik. We wrześniu 1940 został ordynansem w komendanturze i stanowisko to sprawował do maja 1944 roku. W procesie załogi Mauthausen-Gusen (US vs. Theo Otto Bernhardt i inni) skazany został na 3 lata pozbawienia wolności.